# Stromerzeugung in Deutschland

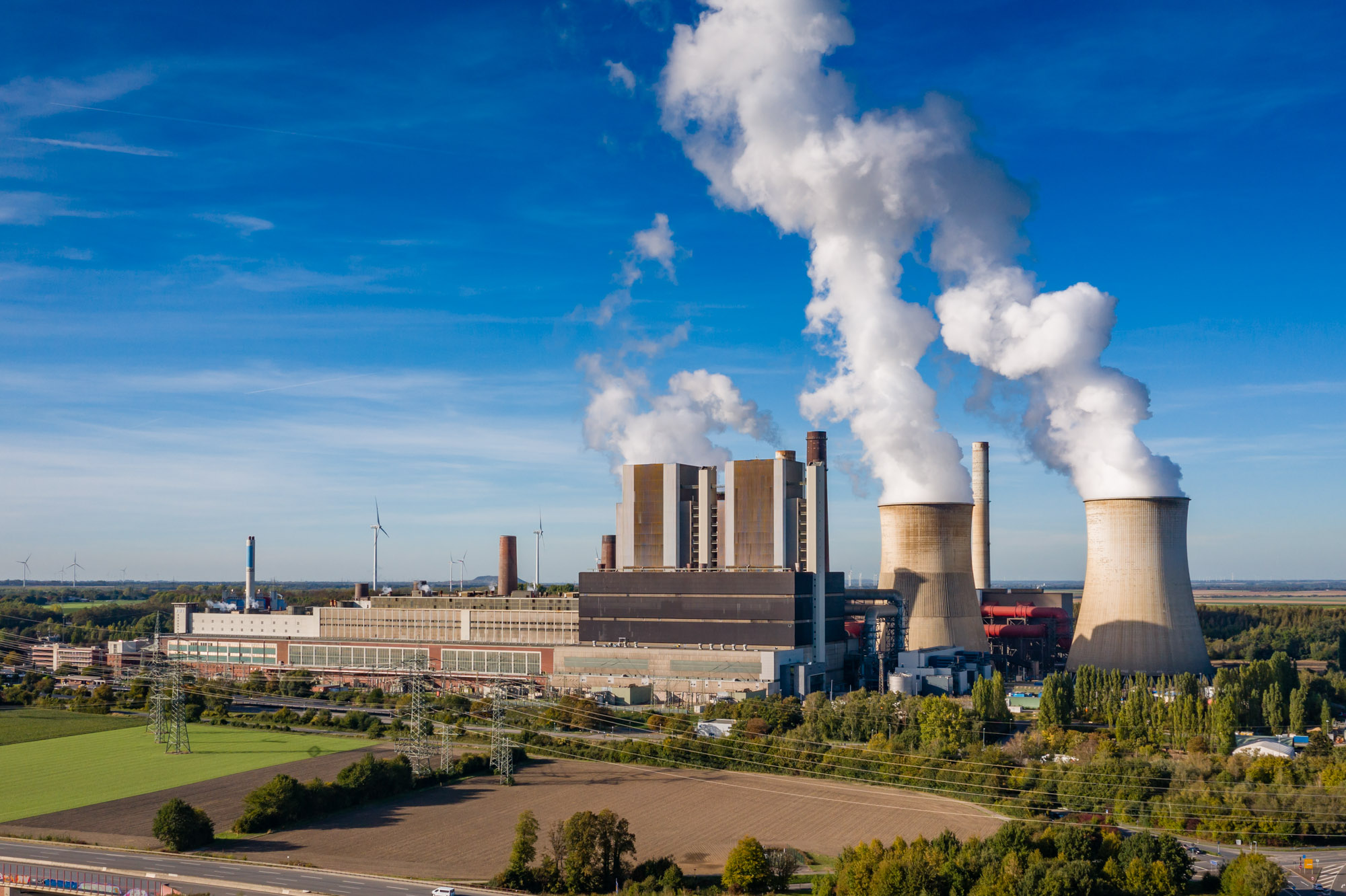
Braunkohlekraftwerk

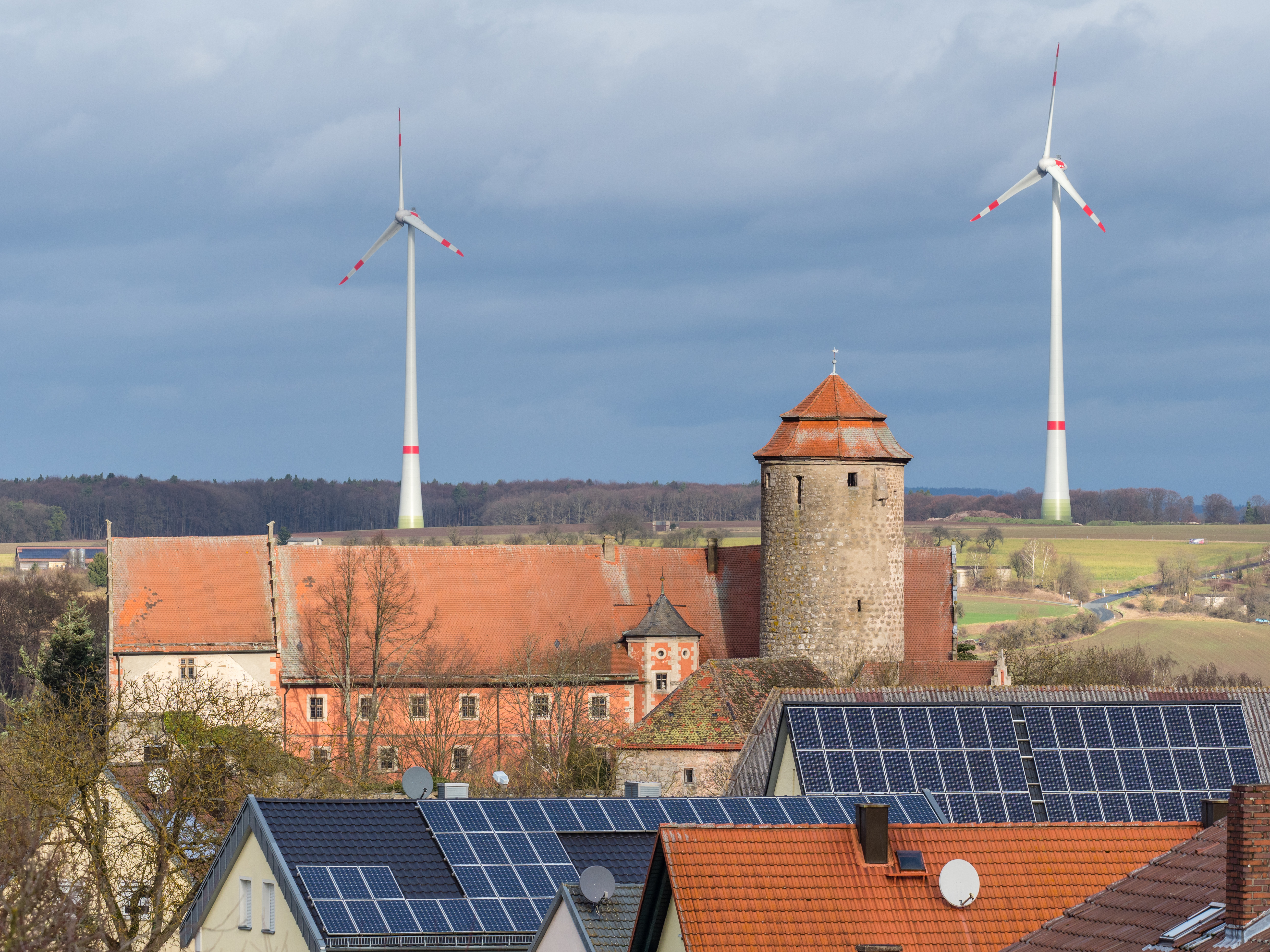
Windkraft- und Photovoltaikanlagen

Die Stromerzeugung in Deutschland ist Teil der deutschen Energiewirtschaft. Der Nettostromverbrauch in Deutschland beträgt derzeit (2023) ca. 467 TWh. Dieser wird zum größten Teil durch inländische Stromproduktion durch verschiedene Erzeugungsanlagen gedeckt. Eine zunehmende Rolle spielt jedoch auch der europäische Stromhandel und der -import.
Der Energiebedarf der deutschen Volkswirtschaft wird nur in geringem Maße durch Strom gedeckt. So ist der deutsche Stromverbrauch nur ca. 21 % des deutschen Endenergieverbrauchs. Die wichtigsten Energieträger im Endenergieverbrauch wie auch im Primärenergieverbrauch Deutschlands sind Öl und Gas. Diese beiden Energieträger dienen nur in zweiter Linie der Stromerzeugung. 
2024 wurde 14,9 % der gesamten Strommenge mittels Erdgas produziert (2023: 13,7 %).
Mit Öl wird in Deutschland praktisch kein Strom mehr erzeugt.

## Geschichte
Der Beginn der Stromerzeugung geht auf das Ende des 19. Jahrhunderts zurück, als die ersten Kohlekraftwerke in Betrieb genommen wurden.

## Entwicklung

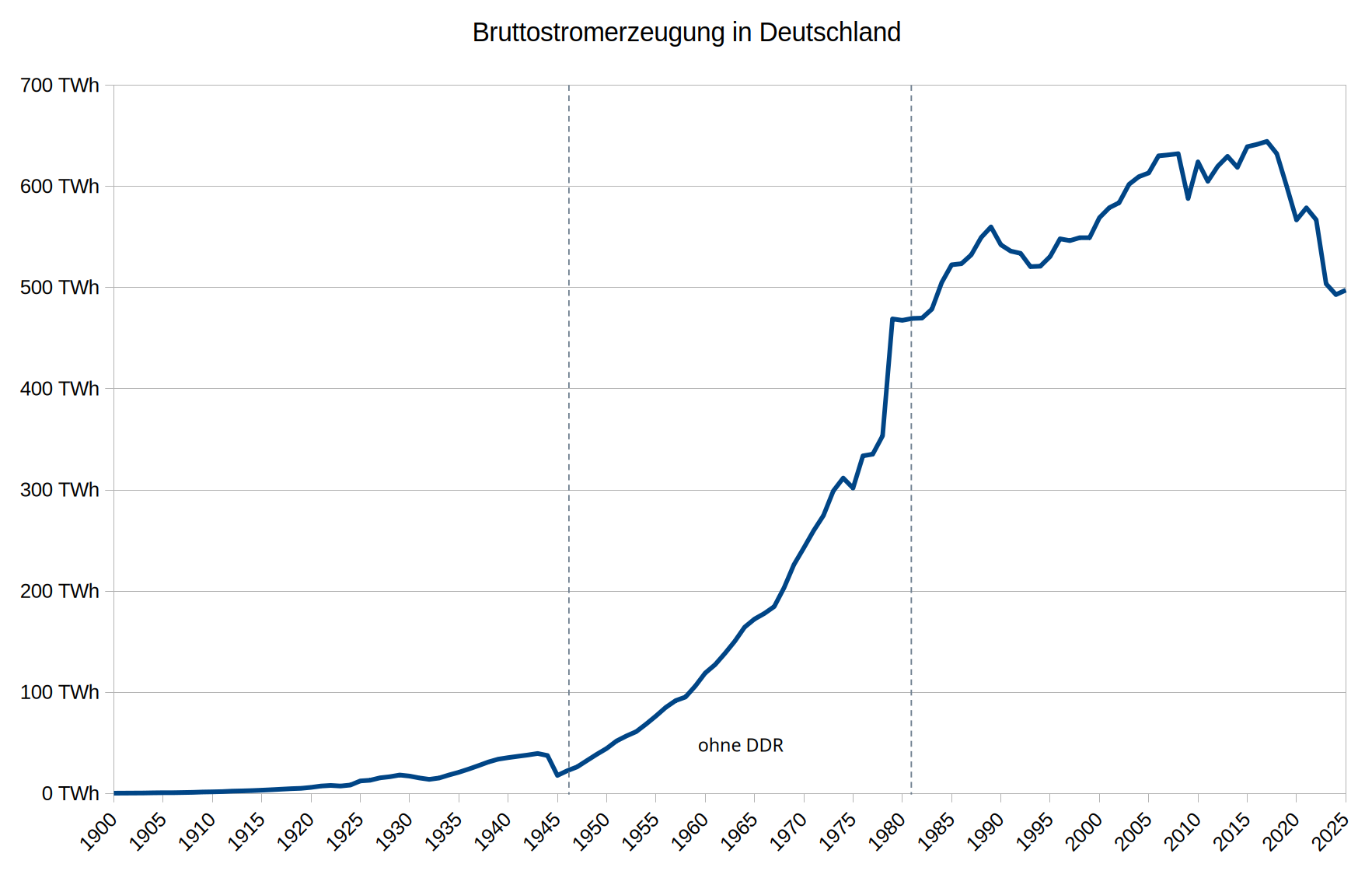
Entwicklung der Bruttostromerzeugung seit 1900

Die Bruttostromerzeugung in Deutschland hat sich wie folgt entwickelt:
| Jahr | Bruttostromerzeugung |
| ---- | -------------------- |
| 1900 | 0,2 TWh              |
| 1905 | 0,7 TWh              |
| 1910 | 1,6 TWh              |
| 1915 | 3,2 TWh              |
| 1920 | 6,0 TWh              |
| 1925 | 12,4 TWh             |
| 1930 | 17,2 TWh             |
| 1935 | 20,9 TWh             |
| 1940 | 35,4 TWh             |
| 1945 | 17,8 TWh             |
| 1950 | 44,5 TWh             |
| 1955 | 76,5 TWh             |
| 1960 | 119,0 TWh            |
| 1965 | 172,3 TWh            |
| 1970 | 242,6 TWh            |
| 1975 | 301,8 TWh            |
| 1980 | 467,6 TWh            |
| 1985 | 522,5 TWh            |
| 1990 | 549,9 TWh            |
| 1995 | 536,8 TWh            |
| 2000 | 576,6 TWh            |
| 2005 | 622,7 TWh            |
| 2010 | 632,8 TWh            |
| 2015 | 647,0 TWh            |
| 2020 | 574,7 TWh            |
| 2021 | 587,1 TWh            |
| 2022 | 577,9 TWh            |
| 2023 | 513,7 TWh            |

## Energieträger

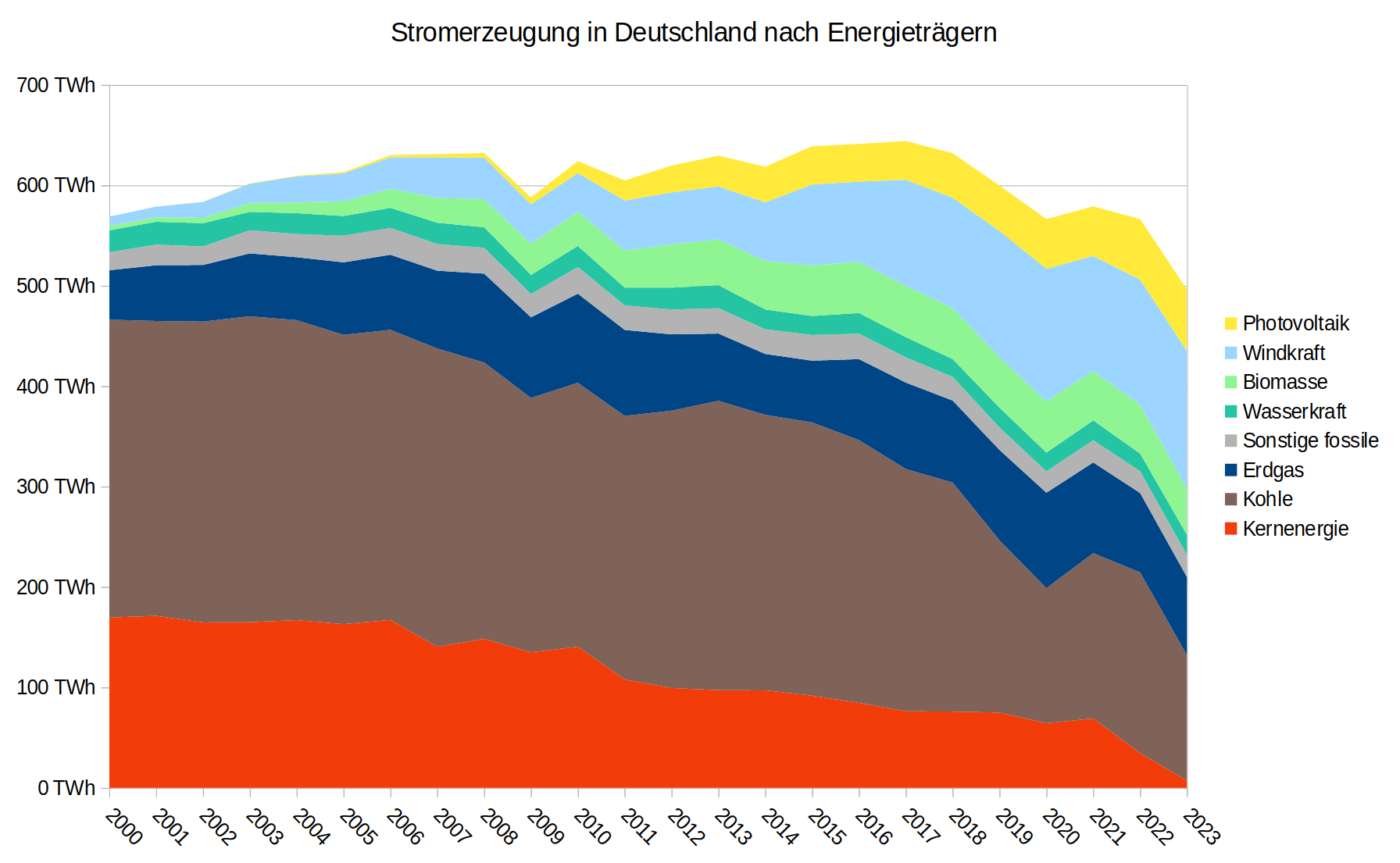
Entwicklung der Stromproduktion nach Energieträger

Deutscher Strommix 2023

In Deutschland wurden im Jahr 2024 431,5 TWh Strom erzeugt und in das Netz eingespeist. 59,4 % dieses Stroms wurde aus erneuerbaren Energien erzeugt. Davon entfielen 31,5 Prozentpunkte auf Windenergie, 13,8 Prozentpunkte auf Solarstrom, 6,5 Prozentpunkte auf Biomasse und 4,7 Prozentpunkte auf Wasserkraft. 40,6 Prozent entfielen auf konventionelle Energieträger, insbesondere Kohle (22,5 Prozentpunkte) und Erdgas (14,9 Prozentpunkte). 81,7 TWh importierten Stroms standen 55,4 TWh gegenüber. Der Anteil erneuerbarer Energien stieg von 2003 bis 2024 stetig an. Ziel der Energiewende in Deutschland ist es, bis 2030 den Anteil der erneuerbaren Energien am Stromverbrauch auf 80 % zu steigern. Der Ausstieg aus der Kohleverstromung in Deutschland bis zum Jahr 2038 wurde im Juli 2020 im Deutschen Bundestag beschlossen.
Die Photovoltaik in Deutschland hat einen wachsenden Anteil an der Stromerzeugung. Ende 2023 waren Solarmodule mit einer Nennleistung von 81,7 Gigawatt installiert. Die Kernenergie in Deutschland erreichte zeitweise einen Anteil von bis zu 30 % der Stromerzeugung in Deutschland. Im Zuge des Atomausstiegs wurden im April 2023 die letzten drei Kernkraftwerke in Deutschland abgeschaltet.
Auch die Windenergie in Deutschland hat einen wachsenden Anteil an der Stromerzeugung. Deutschland hatte bis Ende des Jahres 2007 mit 22.247 MW die höchste installierte Leistung weltweit installiert, 2008 wurde es von den USA und 2010 von China übertroffen. Ende 2014 waren in Deutschland 38.215 MW Onshore-Windkraft installiert, mit einem Zuwachs von 4.665 MW Neuinstallation allein im Jahr 2014. Offshore waren 1044 MW installiert, davon 523 MW neu ins Netz genommen. Bis Ende 2017 wuchs die installierte Leistung auf 55.876 MW an.
Während die erneuerbare Energie fast ausnahmslos in Deutschland erzeugt wird (Selbstversorgungsgrad 99,2 %), besteht bei fossiler Energie teilweise eine hohe Abhängigkeit von Importen, insbesondere von Steinkohle, Erdgas und Erdöl.
| Energieträger          | 2024    | 2023    | 2022    | 2021    | 2020    | 2019    | 2018    | 2017    | 2016    | 2015    | 2014    | 2013    | 2012    | 2011    |
| ---------------------- | ------- | ------- | ------- | ------- | ------- | ------- | ------- | ------- | ------- | ------- | ------- | ------- | ------- | ------- |
| Erneuerbare Energien   | 57 %    | 54 %    | 44 %    | 40 %    | 44 %    | 40 %    | 35 %    | 33 %    | 29 %    | 30 %    | 26 %    | 24 %    | 22 %    | 20 %    |
| davon Windkraft        | 28 %    | 28 %    | 22 %    | 20 %    | 23 %    | 21 %    | 18 %    | 16 %    | 12 %    | 14 %    | 9 %     | 9 %     | 7 %     | 8 %     |
| davon Photovoltaik     | 15 %    | 13 %    | 11 %    | 8 %     | 9 %     | 7 %     | 7 %     | 6 %     | 6 %     | 6 %     | 6 %     | 5 %     | 5 %     | 3 %     |
| davon Biomasse         | 9 %     | 9 %     | 8 %     | 8 %     | 8 %     | 7 %     | 7 %     | 7 %     | 7 %     | 7 %     | 7 %     | 7 %     | 6 %     | 5 %     |
| davon Wasserkraft      | 5 %     | 4 %     | 3 %     | 3 %     | 3 %     | 3 %     | 3 %     | 3 %     | 3 %     | 3 %     | 3 %     | 3 %     | 3 %     | 3 %     |
| davon Hausmüll         | 1 %     | 1 %     | 1 %     | 1 %     | 1 %     | 1 %     | 1 %     | 1 %     | 1 %     | 1 %     | 1 %     | 1 %     | 1 %     | 1 %     |
| Braunkohle             | 16 %    | 17 %    | 20 %    | 19 %    | 16 %    | 19 %    | 23 %    | 23 %    | 23 %    | 24 %    | 25 %    | 26 %    | 26 %    | 25 %    |
| Steinkohle             | 6 %     | 8 %     | 11 %    | 9 %     | 7 %     | 10 %    | 13 %    | 14 %    | 17 %    | 18 %    | 18 %    | 19 %    | 19 %    | 19 %    |
| Erdgas                 | 16 %    | 15 %    | 14 %    | 15 %    | 17 %    | 15 %    | 13 %    | 13 %    | 12 %    | 9 %     | 10 %    | 11 %    | 11 %    | 14 %    |
| Kernenergie            | 0 %     | 1 %     | 6 %     | 12 %    | 11 %    | 12 %    | 12 %    | 12 %    | 13 %    | 14 %    | 16 %    | 15 %    | 16 %    | 18 %    |
| Sonstige               | 5 %     | 4 %     | 4 %     | 3 %     | 4 %     | 4 %     | 5 %     | 5 %     | 5 %     | 5 %     | 5 %     | 5 %     | 6 %     | 5 %     |
| Brutto-Gesamterzeugung | 497 TWh | 511 TWh | 578 TWh | 582 TWh | 568 TWh | 602 TWh | 649 TWh | 654 TWh | 648 TWh | 652 TWh | 614 TWh | 631 TWh | 618 TWh | 615 TWh |

### Bruttostromerzeugung nach Energieträgern
Die Bruttostromerzeugung nach Energieträgern in Deutschland für die Jahre 1990, 2000 und 2009 bis 2021 ist in den beiden folgenden Tabellen aufgeführt. Im Jahr 2021 lag die Bruttostromerzeugung nach vorläufigen Zahlen bei 588,1 TWh inkl. Pumpstromerzeugung (PSE) 5,2 TWh (582,9 TWh ohne PSE). Erneuerbare Energien 233,6 TWh, fossile Energieträger etwa 259,4 TWh, und die Kernenergie 69,1 TWh. Sonstige wie Pumpspeicher, Hausmüll und Industrieabfall stellten weitere 26,0 TWh bereit. Den größten Anteil an der elektrischen Energieerzeugung hatte die Windenergie mit einer Erzeugung von 113,9 TWh, gefolgt von Braunkohle (110,3 TWh), Erdgas (89,7 TWh), Kernenergie (69,1 TWh) und Steinkohle (54,7 TWh). Im Jahr 2021 betrugen die hochgerechneten Kohlenstoffdioxidemissionen betrugen nach Umweltbundesamt 420 g/kWh. 2019, dem letzten Jahr, für das zu diesem Zeitpunkte reale Werte vorliegen, waren es 411 g/kWh.
| Energieträger             | 1990  | 2000  | 2009  | 2010  | 2011  | 2012  | 2013  | 2014  | 2015  | 2016  | 2017  | 2018  | 2019  | 2020  | 2021  | 2022  | 2023  | 2024  |
| ------------------------- | ----- | ----- | ----- | ----- | ----- | ----- | ----- | ----- | ----- | ----- | ----- | ----- | ----- | ----- | ----- | ----- | ----- | ----- |
| Braunkohle                | 170,9 | 148,3 | 145,6 | 145,9 | 150,1 | 160,7 | 160,9 | 155,8 | 154,5 | 149,5 | 148,4 | 145,6 | 114,0 | 91,7  | 110,1 | 116,2 | 86,3  | 79,2  |
| Steinkohle                | 140,8 | 143,1 | 107,9 | 117,0 | 112,4 | 116,4 | 127,3 | 118,6 | 117,7 | 112,2 | 92,9  | 82,6  | 57,5  | 42,8  | 54,6  | 63,7  | 38,5  | 27,2  |
| Kernenergie               | 152,5 | 169,6 | 134,9 | 140,6 | 108,0 | 99,5  | 97,3  | 97,1  | 91,8  | 84,6  | 76,3  | 76,0  | 75,1  | 64,4  | 69,1  | 34,7  | 7,2   | 0,0   |
| Erdgas                    | 35,9  | 49,2  | 80,9  | 88,8  | 85,7  | 75,9  | 67,0  | 60,6  | 61,5  | 80,6  | 86,0  | 81,6  | 89,9  | 94,7  | 90,3  | 79,1  | 76,7  | 78,4  |
| Mineralölprodukte         | 10,8  | 5,9   | 10,1  | 8,6   | 7,0   | 7,5   | 7,0   | 5,5   | 6,1   | 5,7   | 5,5   | 5,1   | 4,8   | 4,7   | 4,6   | 5,7   | 4,9   | 5,0   |
| Windenergie onshore       | k. A. | 9,5   | 39,5  | 38,4  | 49,3  | 50,9  | 51,8  | 57,0  | 72,3  | 67,7  | 88,0  | 90,5  | 101,2 | 104,8 | 90,3  | 99,7  | 117,9 | 112,8 |
| Windenergie offshore      | k. A. | 0,0   | 0,0   | 0,2   | 0,6   | 0,7   | 0,9   | 1,5   | 8,3   | 12,3  | 17,7  | 19,5  | 24,7  | 27,3  | 24,4  | 25,1  | 23,9  | 26,7  |
| Wasserkraft               | 19,7  | 24,9  | 19,0  | 21,0  | 17,7  | 21,8  | 23,0  | 19,6  | 19,0  | 20,5  | 20,2  | 18,1  | 20,1  | 18,7  | 19,7  | 17,6  | 19,9  | 22,2  |
| Biomasse                  | k. A. | 1,6   | 26,5  | 29,2  | 32,1  | 38,3  | 40,1  | 42,2  | 44,6  | 45,0  | 45,0  | 44,6  | 44,3  | 45,1  | 44,3  | 46,1  | 43,7  | 43,2  |
| Photovoltaik              | k. A. | 0,0   | 1,6   | 12,0  | 20,0  | 26,7  | 30,6  | 35,4  | 38,1  | 37,6  | 38,8  | 44,3  | 45,2  | 49,5  | 49,3  | 60,3  | 63,6  | 74,1  |
| Hausmüll (2)              | k. A. | 1,8   | 4,3   | 4,7   | 4,8   | 5,0   | 5,4   | 6,1   | 5,8   | 5,9   | 6,0   | 6,2   | 5,8   | 5,8   | 5,8   | 5,6   | 5,7   | 5,4   |
| Übrige Energieträger      | 19,3  | 22,6  | 21,2  | 26,5  | 25,4  | 25,5  | 26,2  | 27,0  | 27,3  | 27,3  | 27,5  | 27,3  | 25,5  | 24,8  | 24,5  | 23,8  | 22,6  | 23,5  |
| davon PSE                 | k. A. | 4,5   | 4,6   | 6,4   | 5,8   | 6,1   | 5,8   | 5,9   | 5,9   | 5,6   | 6,0   | 6,7   | 5,9   | 6,6   | 5,3   | 6,0   | 5,4   | 6,3   |
| Summe                     | 549,9 | 576,6 | 596,5 | 632,7 | 612,9 | 628,9 | 637,6 | 626,5 | 647,0 | 649,1 | 652,3 | 641,4 | 608,2 | 574,7 | 587,1 | 577,9 | 511,3 | 497,3 |
| davon regenerativ erzeugt | 19,7  | 37,9  | 96,0  | 105,4 | 124,4 | 143,4 | 151,9 | 161,9 | 188,1 | 189,1 | 215,7 | 223,3 | 241,6 | 251,5 | 233,9 | 254,6 | 275,1 | 284,0 |

| Energieträger        | 1990   | 2000   | 2009   | 2010   | 2011   | 2012   | 2013   | 2014   | 2015   | 2016   | 2017   | 2018   | 2019   | 2020   | 2021   | 2022   | 2023   | 2024   |
| -------------------- | ------ | ------ | ------ | ------ | ------ | ------ | ------ | ------ | ------ | ------ | ------ | ------ | ------ | ------ | ------ | ------ | ------ | ------ |
| Braunkohle           | 31,1 % | 25,7 % | 24,4 % | 23,0 % | 24,5 % | 25,5 % | 25,2 % | 24,8 % | 23,8 % | 23,0 % | 22,7 % | 22,5 % | 18,6 % | 16,0 % | 18,8 % | 20,1 % | 17,0 % | 16,0 % |
| Steinkohle           | 25,6 % | 24,8 % | 18,1 % | 18,5 % | 18,3 % | 18,5 % | 19,5 % | 18,9 % | 18,2 % | 17,2 % | 14,2 % | 12,9 % | 9,4 %  | 7,4 %  | 9,3 %  | 11,0 % | 7,9 %  | 5,3 %  |
| Kernenergie          | 27,7 % | 29,5 % | 22,6 % | 22,2 % | 17,6 % | 15,8 % | 15,2 % | 15,5 % | 14,2 % | 13,0 % | 11,7 % | 11,8 % | 12,3 % | 11,2 % | 11,8 % | 6,0 %  | 1,4 %  | 0,0 %  |
| Erdgas               | 6,5 %  | 8,5 %  | 13,6 % | 14,1 % | 14,0 % | 12,1 % | 10,6 % | 9,7 %  | 9,6 %  | 12,5 % | 13,3 % | 12,9 % | 14,9 % | 16,0 % | 15,4 % | 13,7 % | 15,1 % | 15,6 % |
| Mineralölprodukte    | 2,0 %  | 1,0 %  | 1,7 %  | 1,4 %  | 1,2 %  | 1,2 %  | 1,1 %  | 0,9 %  | 1,0 %  | 0,9 %  | 0,9 %  | 0,8 %  | 0,8 %  | 0,7 %  | 0,8 %  | 1,0 %  | 1,0 %  | 1,0 %  |
| Windenergie onshore  | k. A.  | 1,6 %  | 6,6 %  | 6,1 %  | 8,1 %  | 8,2 %  | 8,1 %  | 9,1 %  | 11,1 % | 10,4 % | 13,4 % | 14,3 % | 16,5 % | 18,7 % | 15,9 % | 17,3 % | 23,0 % | 23,1 % |
| Windenergie offshore | k. A.  | 0,0 %  | 0,0 %  | 0,0 %  | 0,1 %  | 0,1 %  | 0,1 %  | 0,2 %  | 1,3 %  | 1,9 %  | 2,7 %  | 3,0 %  | 4,0 %  | 4,8 %  | 4,2 %  | 4,3 %  | 4,6 %  | 5,4 %  |
| Wasserkraft          | 3,6 %  | 4,3 %  | 3,2 %  | 3,3 %  | 2,9 %  | 3,5 %  | 3,6 %  | 3,1 %  | 2,9 %  | 3,2 %  | 3,1 %  | 2,6 %  | 3,3 %  | 3,3 %  | 3,4 %  | 3,0 %  | 3,8 %  | 4,3 %  |
| Biomasse             | k. A.  | 0,3 %  | 4,4 %  | 4,6 %  | 5,2 %  | 6,1 %  | 6,3 %  | 6,7 %  | 6,9 %  | 6,9 %  | 6,9 %  | 7,1 %  | 7,3 %  | 7,7 %  | 7,5 %  | 8,0 %  | 8,5 %  | 8,8 %  |
| Photovoltaik         | k. A.  | 0,0 %  | 1,1 %  | 1,8 %  | 3,2 %  | 4,2 %  | 4,9 %  | 5,8 %  | 6,0 %  | 5,9 %  | 6,0 %  | 7,1 %  | 7,8 %  | 8,9 %  | 8,4 %  | 10,4 % | 11,9 % | 14,9 % |
| Hausmüll (2)         | k. A.  | 0,3 %  | 0,7 %  | 0,7 %  | 0,8 %  | 0,8 %  | 0,8 %  | 1,0 %  | 0,9 %  | 0,9 %  | 0,9 %  | 1,0 %  | 0,9 %  | 1,0 %  | 1,0 %  | 1,0 %  | 1,1 %  | 1,1 %  |
| Übrige Energieträger | 3,5 %  | 3,9 %  | 3,5 %  | 4,1 %  | 4,2 %  | 4,1 %  | 4,1 %  | 4,3 %  | 4,1 %  | 4,2 %  | 4,1 %  | 4,1 %  | 4,2 %  | 4,3 %  | 4,2 %  | 4,1 %  | 4,6 %  | 4,5 %  |
| Summe                | 100 %  | 100 %  | 100 %  | 100 %  | 100 %  | 100 %  | 100 %  | 100 %  | 100 %  | 100 %  | 100 %  | 100 %  | 100 %  | 100 %  | 100 %  | 100 %  | 100 %  | 100 %  |
| regenerativer Anteil | 3,6 %  | 6,6 %  | 16,1 % | 16,7 % | 20,2 % | 22,8 % | 23,9 % | 25,9 % | 29,1 % | 29,2 % | 33,1 % | 35,0 % | 39,9 % | 44,4 % | 40,5 % | 44,1 % | 53,0 % | 57,6 % |

Hiervon zu unterscheiden ist der Strommix der einzelnen Versorgungsunternehmen, der durch Strombezug aus dem Ausland deutlich vom deutschen Erzeugungsmix abweichen kann. Dies gilt auch für den durchschnittlichen Strommix deutscher Versorger.

## Einsatz deutscher Kraftwerke
Der tatsächliche Einsatz von Kraftwerken hängt nicht nur von verfügbaren Flexibilitäten, sondern auch sehr stark von wirtschaftlichen Anreizen im Rahmen des Marktdesigns der Energiewirtschaft ab.
Die Einspeisung europäischer Kraftwerke kann auf der Transparenzplattform der europäischen Übertragungsnetzbetreiber (ENTSO-E) öffentlich eingesehen werden. Auch Lastdaten sind dort verfügbar.

### Fluktuierende Erzeugung
Als fluktuierende Erzeugung bezeichnet man Erzeugungsanlagen, die dargebotsabhängig, d. h. zum Beispiel in Abhängigkeit von Windaufkommen und Solareinspeisung einspeisen und wenig oder keine Möglichkeit haben, die Stromeinspeisung in Abhängigkeit vom Strombedarf zu regeln. Die Rahmenbedingungen in Europa bieten weiterhin nur wenig Anreiz für Erneuerbare, ihre wenigen vorhandenen Flexibilitäten zu nutzen. Im Allgemeinen speisen somit die Erneuerbaren dargebotsabhängig ein. Da für die Netzstabilität Stromerzeugung und Stromabnahme zu jedem Zeitpunkt übereinstimmen müssen, verbleibt dem konventionellen Kraftwerkspark dann die Aufgabe, die Residuallast zu decken.

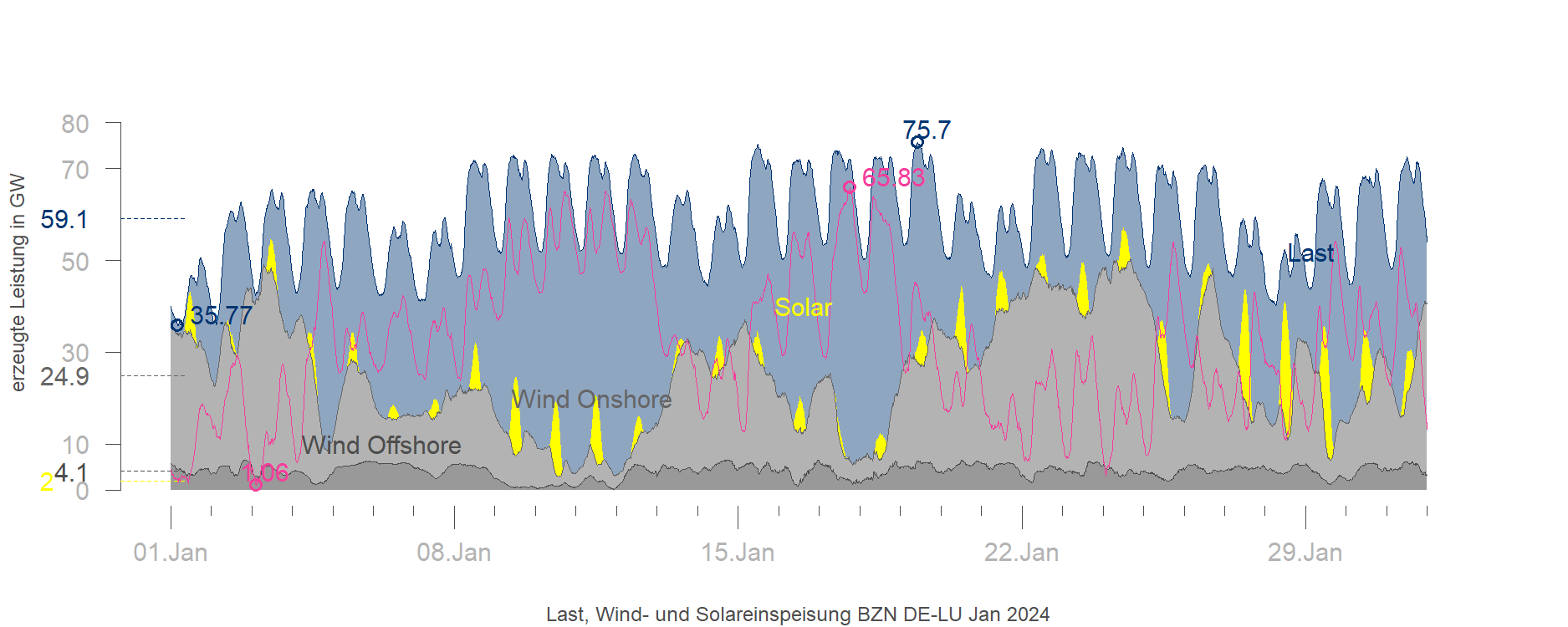
Last, Wind- und Solareinspeisung BZN DE-LU Jan 2024, Daten: Entso-E Transparenzplattform

Die obige Grafik zeigt die Last, das Einspeiseverhalten von Wind und Solar und die daraus resultierende Residuallast in Deutschland und Luxemburg beispielhaft im Januar 2024. In diesem Zeitraum zeigt die Residuallast immer noch einen Maximalwert von ca. 66 GW, nur ca. 13 % weniger als die ursprüngliche Maximallast von ca. 76 GW. Dagegen ist die Minimallast von ca. 36 GW auf ca. 1 GW gesunken, so dass praktisch keine Grundlast verbleibt. Die Deckung der Residuallast stellt somit hohe Anforderungen an die Flexibilität des restlichen Kraftwerksparks.

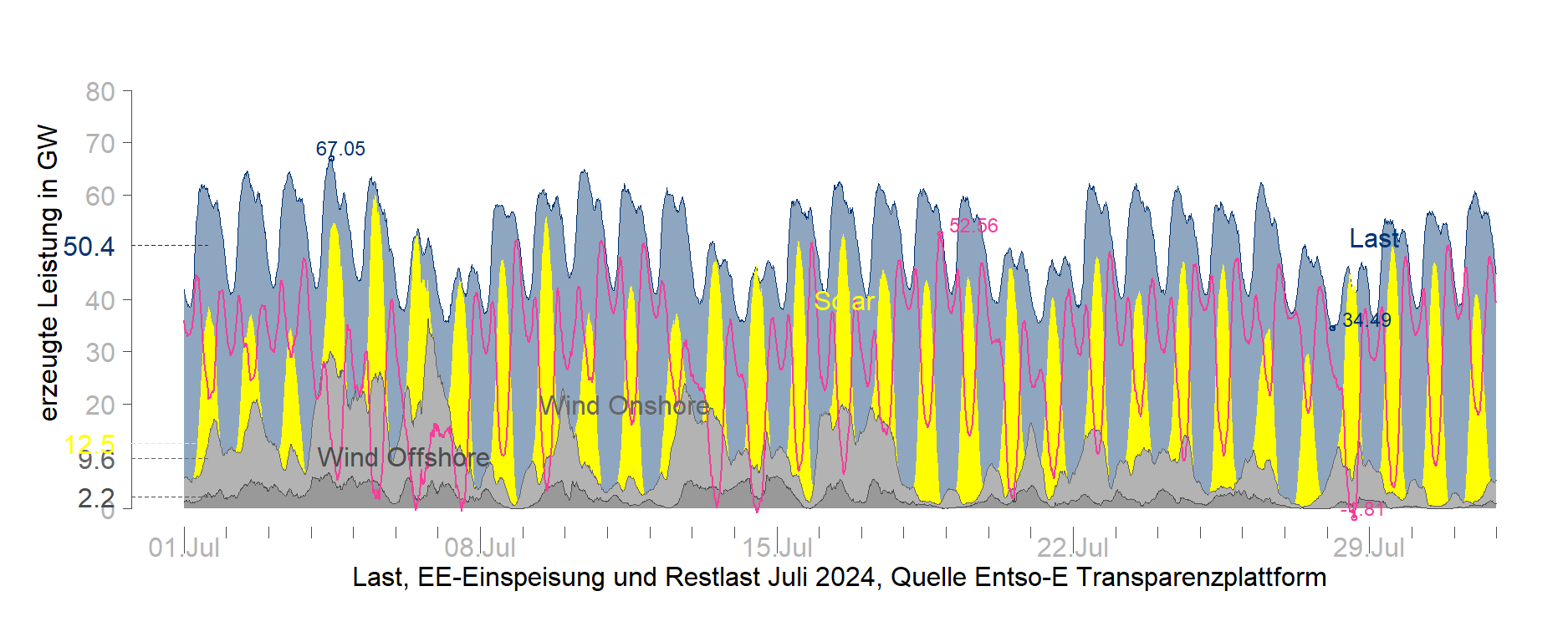
Last, Wind- und Solareinspeisung im Juli 2024, Daten Entso-E Transparenzplattform

Im Vergleich dazu zeigt die Residuallast im Juli desselben Jahres bei deutlich höherer Solar-Einspeisung im Minimum negative Werte, aber immer noch einen Maximalwert von über 50 GW. Die hohe Solareinspeisung führte im Juli zu 81 Stunden mit negativen Preisen und 4 Stunden mit Preis Null. Ähnlich sieht es in den anderen Sommermonaten aus. Der Chef der Bundesnetzagentur Klaus Müller äußerte dazu im August 24 in einem Interview, es führe kein Weg daran vorbei, neue Solaranlagen steuerbar zu machen. Sie müssten auf den Markt reagieren, also die Einspeisung stoppen, wenn niemand für den Strom bezahlen will.

### Einsatz der Grund- und Mittellastkraftwerke

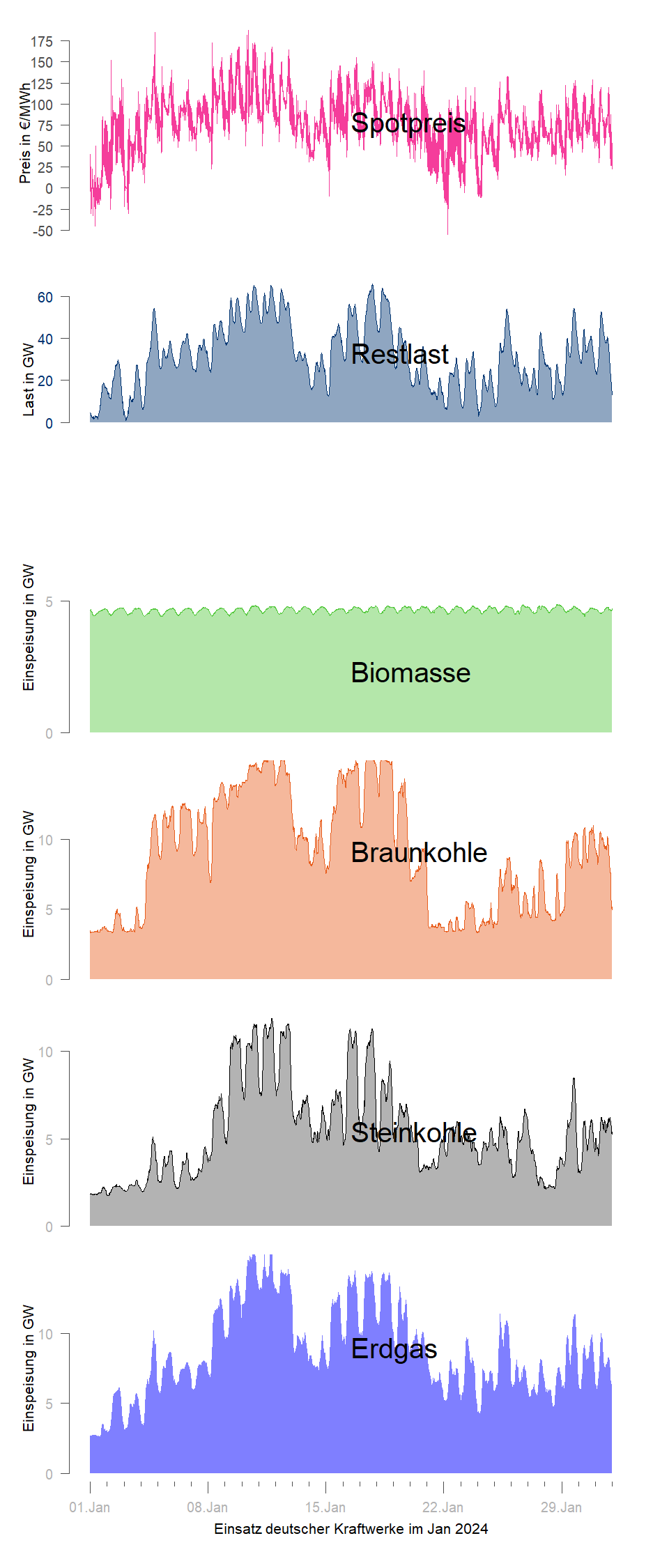
Kraftwerkseinsatz in BZN DE-LU, Jan 2024, Daten Entso-E Transparenzplattform

Auch bei dem übrigen Kraftwerkspark spiegelt der Einsatz sowohl die technische Flexibilität als auch das Anreizsystem des regulierten Marktes wider. Die Grafiken rechts zeigen den aggregierten Fahrplan unterschiedlicher Kraftwerkstypen im Januar 2024 im Vergleich zur abzudeckenden Residuallast.
- Die konventionelle Erzeugung reagiert auf den Marktpreis, der im Wesentlichen durch die Residuallast bestimmt ist (siehe dazu auch das Merit-Order-Modell). Der Marktpreis ist somit negativ zur Wind- und Solareinspeisung korreliert.[29]
- Die deutschen Biomassekraftwerke fahren einfach Band.[26] Dies liegt nicht an mangelnder Flexibilität, sondern ist eine Folge der Fixvergütung des Erneuerbaren Energiengesetzes.
- Dagegen nutzen die deutschen Stein- und Braunkohlekraftwerke alle ihnen zur Verfügung stehenden Flexibilitäten, um auf Preissignale zu reagieren und ihre Fahrweise der Nachfrage anzupassen. Der Beitrag der Steinkohlekraftwerke ist dabei ebenso groß wie der Beitrag der Gaskraftwerke.[26]

### Einsatz der Pumpspeicher
Pumpspeicher stehen nur in begrenztem Umfang zur Verfügung und haben auch nur begrenztes Ausbaupotential. Die in Deutschland und Luxemburg installierte Leistung beträgt Stand 2020 9,4 GW mit einer Speicherkapazität von ca. 37 GWh. Der Beitrag von Batteriespeichern ist mit einer installierten Leistung von 4,82 GW und einer Speicherkapazität von nur 7,2 GWh derzeit (Stand 2023) gering.
Das Bild unten zeigt den aggregierten Pumpspeichereinsatz in Deutschland zusammen mit der dortigen Solareinspeisung (installierte Leistung 74,1 GW) und der Residuallast (Last abzüglich Wind- und Solareinspeisung). Pumpspeicher (dunkelrot) nehmen im Wesentlichen nachts Energie auf und speisen sie zur Morgen- und Abendspitze der Last wieder ein. Die Mittagsspitze der Solareinspeisung wird ebenfalls im Winter bei hoher Sonneneinstrahlung (im Sommer grundsätzlich) abgesägt.

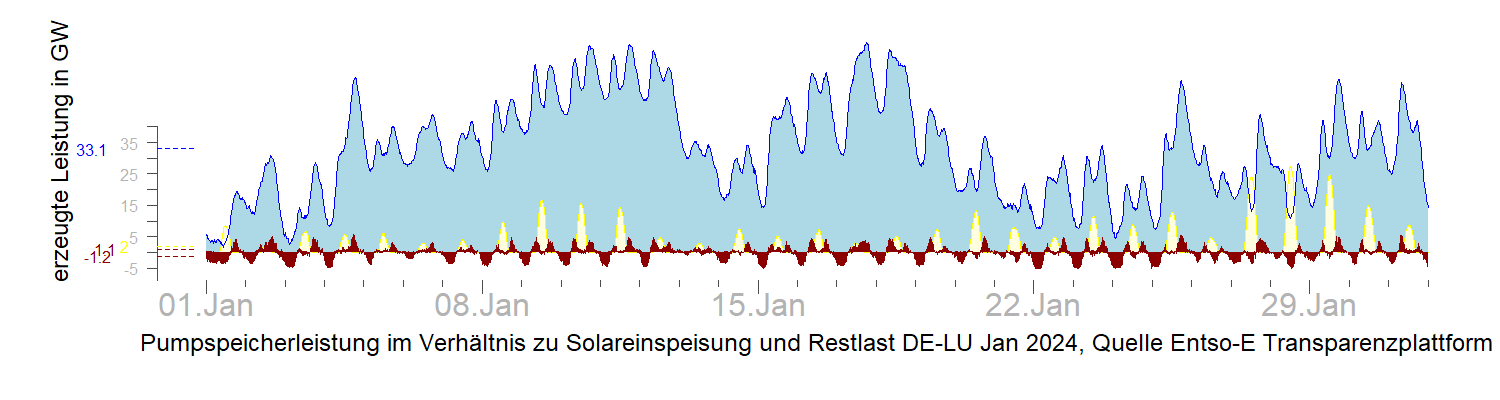
Pumpspeicherleistung im Verhältnis zur Residuallast und Solareinspeisung, BZN DE-LU, Jan 2024, Daten Entso-E Transparenzplattform

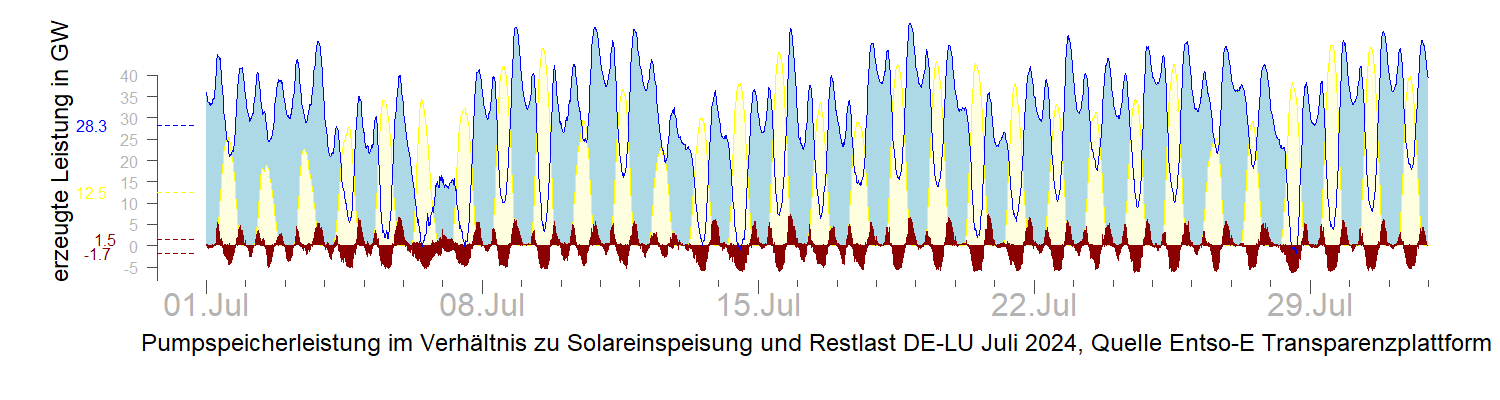
Pumpspeicherleistung im Verhältnis zur Residuallast und Solareinspeisung, BZN DE-LU, Juli 2024, Daten Entso-E Transparenzplattform

Der Blick auf die Sommerdaten zeigt, dass die Pumpspeicher der deutschen Regelzone bei starker Solareinspeisung nunmehr zur Mittagszeit ihre maximale Stromaufnahme haben und damit auf die Einspeisespitze der Solaranlagen reagieren. Im Vergleich zum Lastgradienten der Solareinspeisung im Sommer und den hohen Leistungswerten der Residuallast ist die in Deutschland verfügbare Speicherleistung gering.

### Spitzenlastabdeckung
Nach einem Gutachten der Unternehmensberatung McKinsey hat Deutschland ein zunehmendes Problem mit der Spitzenlastdeckung. Die zu Spitzenlastzeiten verfügbare Leistung wird durch den geplanten Ausstieg aus Kernkraft und Kohleverstromung im Jahr 2030 von 99.000 auf 90.000 MW sinken. Dem steht eine steigende Spitzenlast von 120.000 MW gegenüber. Daraus ergibt sich eine zu erwartende Lücke in der Spitzenlastabdeckung in Höhe von 30 thermischen Großkraftwerken.

### Aussteuerung unerwarteter Abweichungen
Unplanbare Abweichungen entstehen durch Ausfälle und technische Störungen sowie bei der Einspeisung von Solar- und Windkraftanlagen. Die Einspeisung von windabhängiger Windenergie und sonnenabhängiger Photovoltaik wird über Prognosesysteme (siehe z. B. Windleistungsvorhersage und Solarstromprognose) für Kurz- und Mittelfristzeiträume vorhergesagt, zeigt aber dennoch hohe Prognoseabweichungen. Weiterhin ist auch die Last nicht genau planbar.
Diese unerwarteten kurzfristigen Abweichungen werden vom Übertragungsnetzbetreiber über den Regelleistungsmarkt und den Abruf von Regelleistung ausgesteuert.

### Marktwert der Stromeinspeisung
| Jahr | in Anzahl Tage | Anzahl Negativstunden + Anzahl Nullstunden |
| ---- | -------------- | ------------------------------------------ |
| 2015 | 25             | 126                                        |
| 2016 | 19             | 97                                         |
| 2017 | 24             | 146 + 3                                    |
| 2018 | 25             | 134 + 4                                    |
| 2019 | 39             | 211 + 1                                    |
| 2020 | 51             | 298 + 4                                    |
| 2021 | 24             | 139 + 7                                    |
| 2022 | 13             | 69 + 6                                     |
| 2023 | 46             | 301 + 24                                   |
| 2024 | 89             | 457 + 62                                   |

Unterschiedliche Einspeiseprofile resultieren in unterschiedlichen Erlösen für die Stromerzeugung, da der Strompreis im Stromhandel nach dem Gesetz von Angebot und Nachfrage in jeder Viertelstunde unterschiedlich und in einzelnen Viertelstunden auch negativ ist.
Für die Einspeisung erneuerbarer Energien wird der Preis, den das aggregierte Einspeiseprofil der jeweiligen Erzeugungsart am Spotmarkt erzielt hätte, monatlich als Marktwert auf der Seite Netztransparenz der Übertragungsnetzbetreiber ausgewiesen, da diese Größe für die Vergütung nach dem Erneuerbare-Energien-Gesetz relevant ist.
Für andere Erzeugungsarten ergeben sich entsprechende Marktwerte aus den öffentlichen Daten der ENTSO-E Transparenzplattform. Für den oben dargestellten Zeitraum Januar 2024 sind die Marktwerte bewertet mit Spotmarktpreisen:
| Alle Werte in ct/kWh         | Jan 2024 |
| ---------------------------- | -------- |
| durchschnittlicher Spotpreis | 7,657    |
| Wind an Land                 | 6,502    |
| Wind auf See                 | 7,138    |
| Solar                        | 7,535    |
| Erdgas                       | 8,5      |
| Steinkohle                   | 8,6      |
| Braunkohle                   | 8,7      |
| Biomasse                     | 7,7      |

Die Solareinspeisung erzielt typischerweise im Winter einen hohen Preis, der nahe am und gelegentlich auch über dem durchschnittlichen Spotpreis liegt. Allerdings liegen diesen hohen Preisen nur geringe Einspeisemengen zugrunde. Im Sommer kommt es jedoch im Einspeisepeak der Solaranlagen in der Mittagszeit bereits zu Stromüberschüssen, was sich in einem niedrigeren Marktwert deutlich unter dem mittleren Spotpreis für die Solareinspeisung im Sommer widerspiegelt.

## Risikovorsorge in der Erzeugung
Neben dem optimalen Einsatz des aktiven Kraftwerksparks ist auch eine Risikovorsorge notwendig. Der Ausfall mehrerer Kraftwerke kann den Zusammenbruch des Netzes, den kaskadenartigen Ausfall weiterer Kraftwerke und damit einen Blackout zur Folge haben. Hierfür wurden im deutschen und europäischen Energiesystem verschiedene Vorsorgemaßnahmen getroffen.

### Kaltreserve
Kraftwerkskonservierungen werden an Kraftwerken durchgeführt, die für eine unbestimmte Zeit nicht eingesetzt werden. Man nennt diese Kraftwerke auch Kaltreserve. Diese Kraftwerke können nicht wirtschaftlich produktionsbereit gehalten werden, sollen aber auch nicht zurückgebaut werden, sondern bei unerwarteter Knappheit in relativ kurzer Frist reaktivierbar bleiben. Teilweise erhalten die Betreiber hierfür eine Vergütung.

### Schwarzstartfähigkeit
Die meisten Kraftwerke haben einen Eigenstrombedarf und können ohne Stromnetz nicht hochfahren. Dies gilt auch für Windräder, die Strom benötigen, um ihre Rotoren auf den Wind auszurichten. Das Stromnetz muss somit über eine ausreichende Anzahl Schwarzstart-fähiger Kraftwerke verfügen. Dies sind Kraftwerke, die in der Lage sind, in einem schwarz gewordenen Netz ohne Stromversorgung hochzufahren und somit als Kern für den Neustart der Stromversorgung dienen können.

### Kapazitätsreserve
Kraftwerke in der Kapazitätsreserve dienen in Deutschland dazu, Extremsituationen am Strommarkt auszugleichen. Kann am Strommarkt die Nachfrage unvorhersagbar nicht durch das Angebot gedeckt werden, so sind Kraftwerke aus der Kapazitätsreserve zu aktivieren, um kurzfristig ausreichend Energie zur Verfügung zu stellen. Diese Kraftwerke stehen in der Regel still und werden nur bei Bedarf aktiviert. Kapazitätsreserven werden vom Übertragungsnetzbetreiber ausgeschrieben.

### Sicherheitsbereitschaft
Im Zuge der Stilllegung von Kohlekraftwerken wurden in Deutschland die stillgelegten Kraftwerke zunächst in eine sogenannte Sicherheitsbereitschaft überführt. Während dieser Sicherheitsbereitschaft waren die Kraftwerke vorläufig stillgelegt und können nur in Extremsituationen wieder aktiviert werden. Nach 4 Jahren ist die Sicherheitsbereitschaft beendet und das Kraftwerk wird endgültig stillgelegt.
Infolge des russischen Überfalls auf die Ukraine 2022 änderte die Bundesregierung ihre Energiepolitik und veröffentlichte eine Liste von 16 Kraftwerken, die wegen Gasknappheit bis April 2024 ans Netz gehen dürfen. Zu diesen Kraftwerken gehörten unter anderem die Uniper-Kraftwerke Irsching, Heyden und Ingolstadt und die Blöcke E und F in Jänschwalde. Diese Kraftwerke wurden im Zuges des russischen Überfalls auf die Ukraine und der dadurch ausbleibenden Gaslieferungen wieder angefahren. Die Blöcke in Jänschwalde gingen erst im März 2024 endgültig vom Netz. Beim Kraftwerk Hayden wurde der Steinkohle-Block 4 erst am 30. September 2024 endgültig stillgelegt. Ein sofortiger Rückbau ist nicht geplant.

## Strategische Planung der Stromversorgung
Für die Verwirklichung von ökologischen Zielen, aber auch für klassische Ziele wie Versorgungssicherheit und Wirtschaftlichkeit ist die strategische Weiterentwicklung des Kraftwerksparks von entscheidender Bedeutung. Diesbezügliche Ziele und der Weg dorthin wurden von der Bundesrepublik Deutschland 2010 in einem 40-Jahres-Plan, dem Energiekonzept für eine umweltschonende, zuverlässige und bezahlbare Energieversorgung festgehalten.

## Bedeutung des Netzes
Das Stromnetz in Deutschland ist Teil des Europäischen Verbundsystems. Die Netzfrequenz beträgt 50 Hz und die Netzspannung in der untersten Netzebene beträgt 230 V.
In Deutschland sind vier Übertragungsnetzbetreiber (TSO, Transmission System Operator) tätig; sie haben sich zum deutschen Netzregelverbund zusammengeschlossen: Amprion, TransnetBW, Tennet TSO und 50Hertz Transmission.
Wie oben beschrieben steuert in letzter Instanz der Übertragungsnetzbetreiber verbleibende kurzfristige Unterschiede zwischen Erzeugung und Last über den Regelmarkt aus.

### Netzsteuerung
Das deutsche Übertragungsnetz ist über sogenannte Interkonnektoren mit den Verbundnetzen der Nachbarländer verbunden. Ein Interkonnektor ist eine Stromleitung, die die Stromnetze zweier Länder verbindet. Interkonnektoren, also internationale Verbindungsleitungen, ermöglichen einen grenzüberschreitenden Stromhandel, erhöhen die Versorgungssicherheit und ermöglichen die Integration eines hohen Anteils von Strom aus Erneuerbaren Energien. Die nationalen Übertragungsnetze und die sie verknüpfenden Interkonnektoren bilden das europäische Verbundnetz.
Phasenschiebertransformatoren, auch Querregler genannt, werden zur Steuerung der Stromflüsse zwischen Übertragungsnetzen eingesetzt. Über Querregler kann der jeweilige Zu- oder Abfluss durch eine Leitung erhöht oder gesenkt werden. Wird der Stromfluss in einer Leitung gesenkt, werden die Stromflüsse im gesamten Verbundsystem neu verteilt. So können Überlastungen und Ringflüsse im Übertragungsnetz vermieden und der Lastfluss mittels Lastflussberechnungen und Lastflusssteuerung gezielt gesteuert werden.
Last- und Erzeugungsüberschüsse werden netzübergreifend im Rahmen vorhandener Grenzübergangskapazitäten über den Stromhandel ausgeglichen. Auch der Ausgleich unerwarteter Abweichungen im Regelmarkt erfolgt teilweise grenzüberschreitend.
Um trotz der im Laufe eines Tages auftretenden großen Lastschwankungen die Netzspannung beim Verbraucher in etwa konstant halten zu können, kann das Übersetzungsverhältnis der Leistungstransformatoren zwischen Hoch- und Mittelspannungsnetz (z. B. 110 kV/20 kV) in Grenzen variiert werden. Dies bezeichnet man als Spannungsregelung.
Unter dem Schlagwort Intelligentes Stromnetz (Smart Grid) wurden in neuerer Zeit Infrastrukturverbesserungen (Transformatoren, Batteriespeicher, Querregler) und Regelungstechnik auch auf Mittel- und Niederspannungsebene entwickelt, um Einspeisungen auf der untersten Spannungsebene besser zu steuern.

### Redispatch
| Jahr | abgeregelt (GWh) |
| ---- | ---------------- |
| 2010 | 0127             |
| 2011 | 0421             |
| 2012 | 0385             |
| 2013 | 0555             |
| 2014 | 1753             |
| 2015 | 4578             |
| 2016 | 3743             |
| 2017 | 5518             |
| 2018 | 6598             |
| 2020 | 6146             |
| 2021 | 5818             |
| 2022 | 8071             |
| 2023 | 10.479           |

Nicht immer kann der erzeugte Strom dorthin transportiert werden, wo er benötigt wird. Gelegentlich reicht die Netzkapazität nicht aus, um Windstrom aus Norddeutschland in süddeutsche Verbrauchszentren zu bringen. Dann erfolgt durch den Netzbetreiber ein sogenannter Redispatch. Dabei werden liefernde Kraftwerke in verbrauchsfernen Standpunkten zwangsweise heruntergefahren oder andere in einem günstigeren Netzpunkt einspeisende Kraftwerke zwangsweise hochgefahren. Beide erhalten dafür eine regulierte Entschädigung.
Im Jahr 2022 meldeten die Übertragungsnetzbetreiber Redispatchmaßnahmen mit einem Gesamtvolumen von rund 22.000 Gigawattstunden. Im Jahr 2014 waren es noch 4.249 GWh. Im selben Zeitraum stiegen die Kosten für diese Maßnahmen von 186,7 Millionen Euro auf 2,69 Milliarden Euro. Bis 2028 wird von einem Anstieg auf 6,5 Mrd. Euro ausgegangen. Kosten für Redispatch-Maßnahmen werden über die Netzentgelte umgelegt.

### Grid-Forming
Mit dem Begriff Grid-Forming wird beschrieben, wie eine Stromerzeugungsanlage mit dem Stromnetz zusammenarbeitet, um es stabil zu halten und somit die Versorgungssicherheit zu gewährleisten. Bislang sind konventionelle Großkraftwerke mit Synchrongeneratoren die einzigen Stromerzeugungsanlagen mit der Grid-forming-Eigenschaft und daher weiterhin essenziell für die Netzstabilität. Die Trägheit der rotierenden Massen stabilisiert die Netzfrequenz: Dies bezeichnet man auch als Momentanreserve.
Das unkoordinierte Ein- und Ausspeiseverhalten von Netznutzern führt ständig zu kleineren Störungen der Systembilanz, das heißt dem Gleichgewicht von Stromerzeugung und Stromabnahme. Da die Steuerung von Erzeugungsleistung und Verbrauchern darauf nur verzögert reagieren kann, erfolgt der sofortige Ausgleich aus der kinetischen Energie aller im Netz rotierenden Schwungmassen, insbesondere der Synchrongeneratoren.
Hierbei werden alle Schwungmassen gleichmäßig abgebremst (Überlast) oder beschleunigt (Unterlast). Die frequenzstarre Kopplung der Synchrongeneratoren führt so zu einem simultanen Abfall oder Anstieg der Netzfrequenz. Die Beobachtung der Netzfrequenz erlaubt somit unmittelbare Rückschlüsse auf die aktuelle Systembilanz des Netzes und ist Auslöser für weitergehende Regelungseingriffe.
Im Zuge der Energiewende sollen die konventionellen Kraftwerke vom Netz gehen und die Grid-forming-Eigenschaft der Synchrongeneratoren langfristig durch den Einsatz von Stromrichtern an Netzknotenpunkten von den EE-Anlagen übernommen werden. Aktuell sind EE-Anlagen auf die Gridforming-Eigenschaft der Synchrongeneratoren und auf ein von ihnen bereitgestelltes Netz zur Stromeinspeisung angewiesen.

### Netzausbau
Eine klimaneutrale Stromversorgung erfordert einen großflächigen Ausbau des Stromnetzes, um den auf See und in Küstennähe erzeugten Windstrom in die Industriezentren in Süddeutschland und den Nachbarländern zu transportieren und dezentral erzeugten erneuerbaren Strom in den Verteilnetzen aufzunehmen. Gleichstromkabel nach Norwegen (siehe Nordlink) ermöglichen die Speicherung von deutschem Windstrom in norwegischen Pumpspeichern. Insgesamt wird ein europäischer Binnenmarkt angestrebt, das heißt, die Strompreise sollen durch ausreichende Transportmöglichkeiten, europaweit angeglichen werden (siehe EPEX Spot Dayahead Auktion). Dies ermöglicht die Integration hoher Anteile erneuerbarer Energien und ist gegenüber anderen klimaneutralen Strategien kosteneffizient, bringt jedoch im Vergleich zu einer zum Lastfolgebetrieb fähigen Erzeugung hohe Investitionen und Amortisationskosten mit sich.
Für die erforderliche Verstärkung der Verteilernetze erwarten die Verteilernetzbetreiber (VNB), dass sie 93 136 km Leitungen bis zum Jahr 2032 verstärken, optimieren oder neu bauen müssen. Die Übertragungsnetzbetreiber (ÜNB) kündigten in einem Entwurf des NEP (2037/45) im Juni 2023 an, einen notwendigen Zubau an Land und auf See von 25 723 km an. Beim Ausbau der Stromnetze besteht derzeit (2024) ein erheblicher Zeit- und Ausbauverzug von sieben Jahren und 6 000 km.
Die Kosten für den künftigen Netzausbau sind in den derzeitigen Strompreisen noch nicht enthalten. Der Investitionsbedarf für die Übertragungsnetze (an Land und auf See) bis zum Jahr 2045 beträgt laut Bundesrechnungshof und Bundesnetzagentur mindestens 313,7 Mrd. Euro. Hinzu kommen erhebliche Investitionen in die Verteilernetze. Die BNetzA bezifferte diese auf gut 150 Mrd. Euro bis zum Jahr 2045.

## Bedeutung der Laststruktur (Stromverbrauch)
Der Pro-Kopf-Stromverbrauch in Deutschland lag im Jahr 2022 bei rund 6,5 Megawattstunden.

### Lastprognose
Aus typischen Verhaltensweisen von Haushaltskunden sowie aus Produktionsabläufen der Industrie ergeben sich Schwankungen im Stromverbrauch, die statistisch erfasst werden. Diese Statistiken werden zur Lastprognose verwendet. Die Lastprognose zeigt typische Tages- und Wochen- und Jahreszeitstrukturen. Die tatsächliche Last kann erheblich von der Prognose abweichen.

### Laststeuerung
Auch die Steuerung des Verbrauchs ist möglich zum Beispiel über:
- Rundsteueranlagen: Hierüber können technische Anlagen wie Nachtspeicherheizungen oder Straßenbeleuchtung von zentraler Stelle an- oder ausgeschaltet werden.
- Smart-Home-Technik
- zeitgeschalteter Verbrauch (wie zum Beispiel Nachtspeicherheizungen)
- Änderung des Nachfrageverhalten über strukturierte Tarife und Smart Meter.
- abschaltbare Lasten